# 1100 років Полтаві (монета)
«1100 ро́ків Полта́ві» — ювілейна монета номіналом 5 гривень, випущена Національним банком України, присвячена старовинному місту, яке вперше згадується в Іпатіївському літописі під назвою Лтава. Про час виникнення міста у ІХ ст. свідчать новітні археологічні знахідки. Під сучасною назвою місто вперше згадується у 1430 році. У XVII ст. йому було надано магдебурзьке право.
Монету введено в обіг 15 серпня 2001 року. Вона належить до серії «Стародавні міста України».

## Опис монети та характеристики
| Номінал грн. | Метал      | Маса, г | Діаметр, мм | Якість виготовлення | Гурт     | Тираж, штук |
| ------------ | ---------- | ------- | ----------- | ------------------- | -------- | ----------- |
| 5            | нейзильбер | 16,54   | 35,0        | звичайна            | рифлений | 50 000      |

### Аверс
На аверсі монети в обрамленні рослинного орнаменту та контуру гербового щита зображено малий Державний Герб України, написи: «2001», «УКРАЇНА», «5», «ГРИВЕНЬ» та логотип Монетного двору Національного банку України.

### Реверс

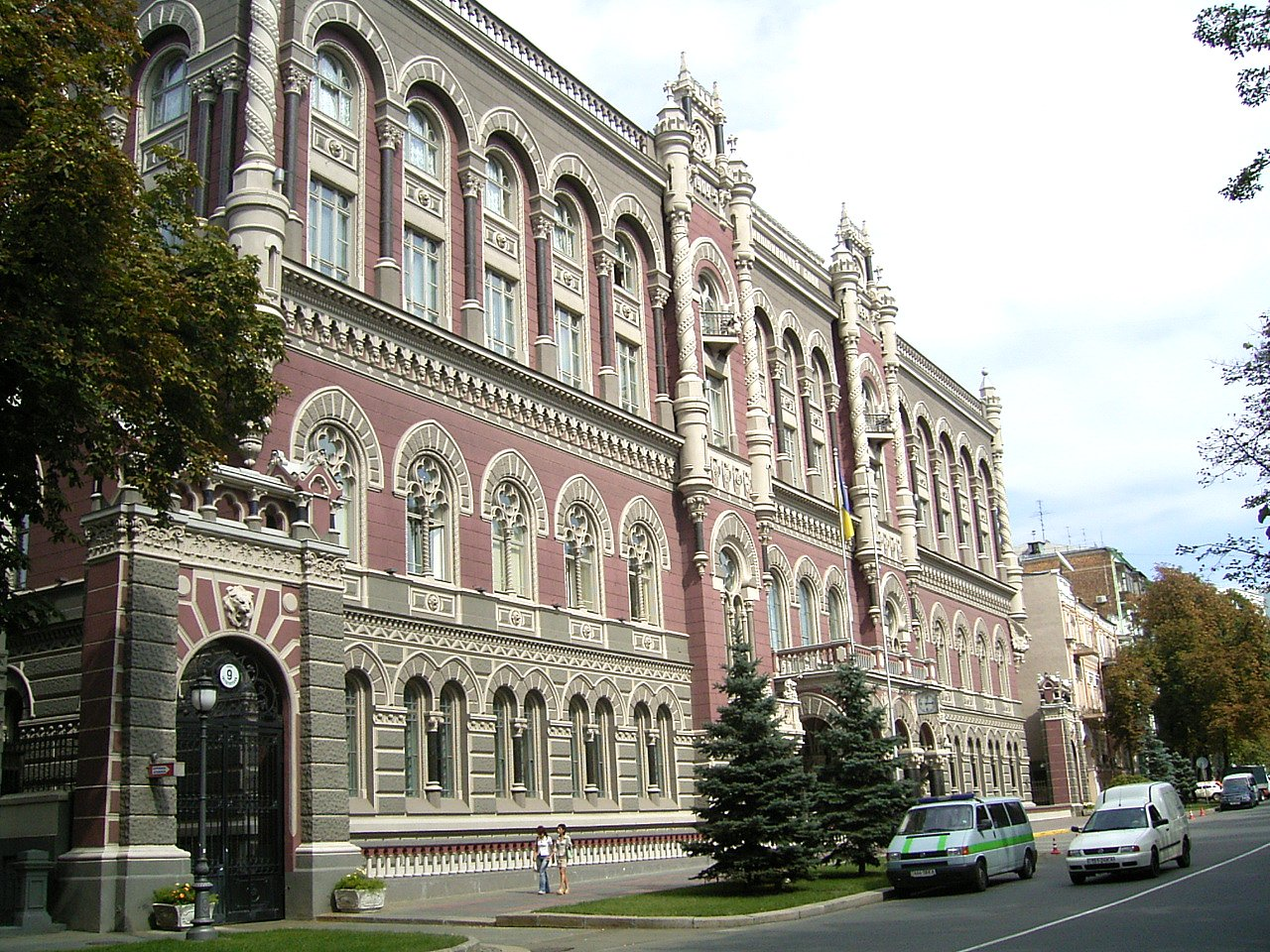
Будівля Національного банку України

На реверсі монети у верхній половині монетного поля — панорамне зображення видатних історико-архітектурних пам'ятників міста; у нижній — герб міста в обрамленні рослинного орнаменту, а також написи: стилізований — «ПОЛТАВА» (угорі) та «1100 років» (унизу).

## Автори
- Художник — Дем'яненко Володимир.
- Скульптор — Дем'яненко Володимир.

## Вартість монети
Під час введення монети в обіг 2001 року, Національний банк України розповсюджував монету через свої філії за номінальною вартістю — 5 гривень.
Фактична приблизна вартість монети, з роками змінювалася так:
| Рік        | 2010 | 2011 | 2012 | 2013 | 2014 | 2015 | 2016 | 2017 | 2018 | 2019 | 2020 | 2021 | 2022 | 2023 | 2024 | 2025 |
| ---------- | ---- | ---- | ---- | ---- | ---- | ---- | ---- | ---- | ---- | ---- | ---- | ---- | ---- | ---- | ---- | ---- |
| Ціна, грн. | 50   | 70   | 70   | 110  | 100  | 160  | 180  | 240  | 250  | 250  | 220  | 210  | 230  | 470  | 700  | 640  |